# Alter Friedhof Haunstetten

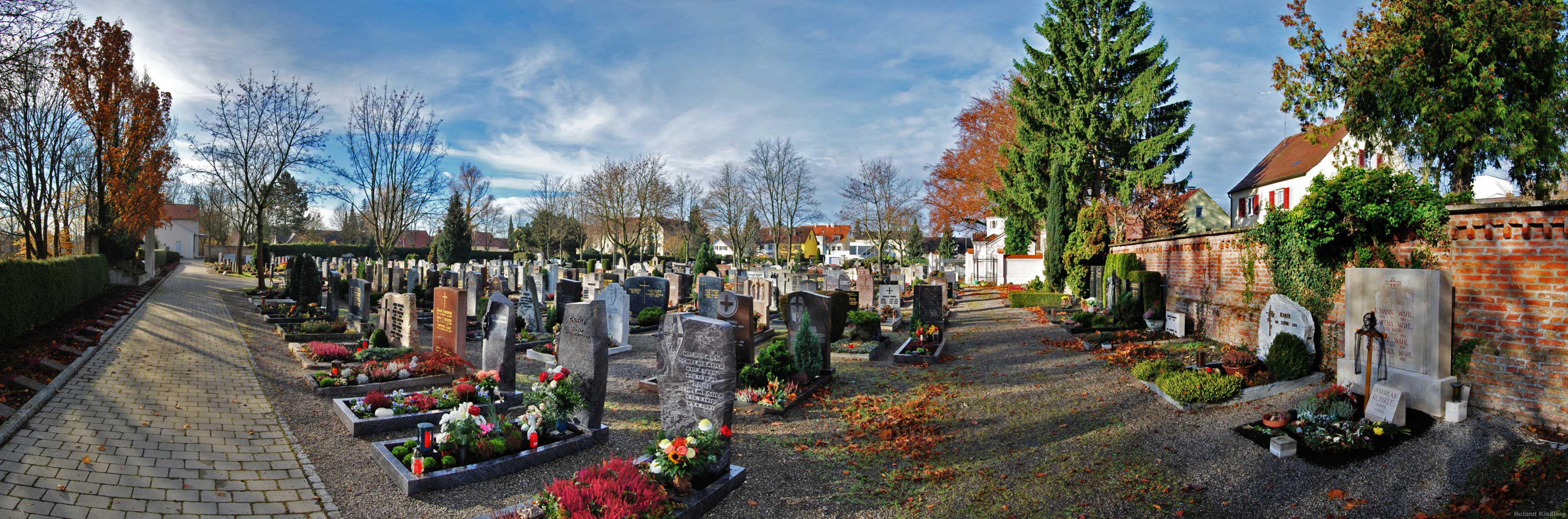
Der Alte Friedhof von Haunstetten, 2013

Der Alte Friedhof Haunstetten ist ein 1870 eröffneter Friedhof im Augsburger Stadtteil Haunstetten-Siebenbrunn.

## Geschichte
Bis November 1870 wurden die verstorbenen Haunstetter Bürger um die Pfarrkirche St. Georg begraben. Als im 19. Jahrhundert durch die zunehmende Bevölkerung der Platz zu klein wurde, baute die Gemeinde Haunstetten an der heutigen Bürgermeister-Widmeier-Straße einen „neuen“ Friedhof mit Leichenhaus. Am 17. Oktober 1870 fand wohl die Einweihung statt. Bereits 1890 war die erste Erweiterung um ca. die Hälfte nötig.
1932 erfolgte der Umbau des Leichenhauses. Im Mai 1951 wurde die neue Friedhofsglocke geweiht, die vermutlich vom damaligen Bürgermeister Xaver Widmeier gestiftet worden war. 2009 erfolgte die Renovierung der Leichenhalle und der Umbau zur Aussegnungshalle.

## Besonderheiten im Friedhof

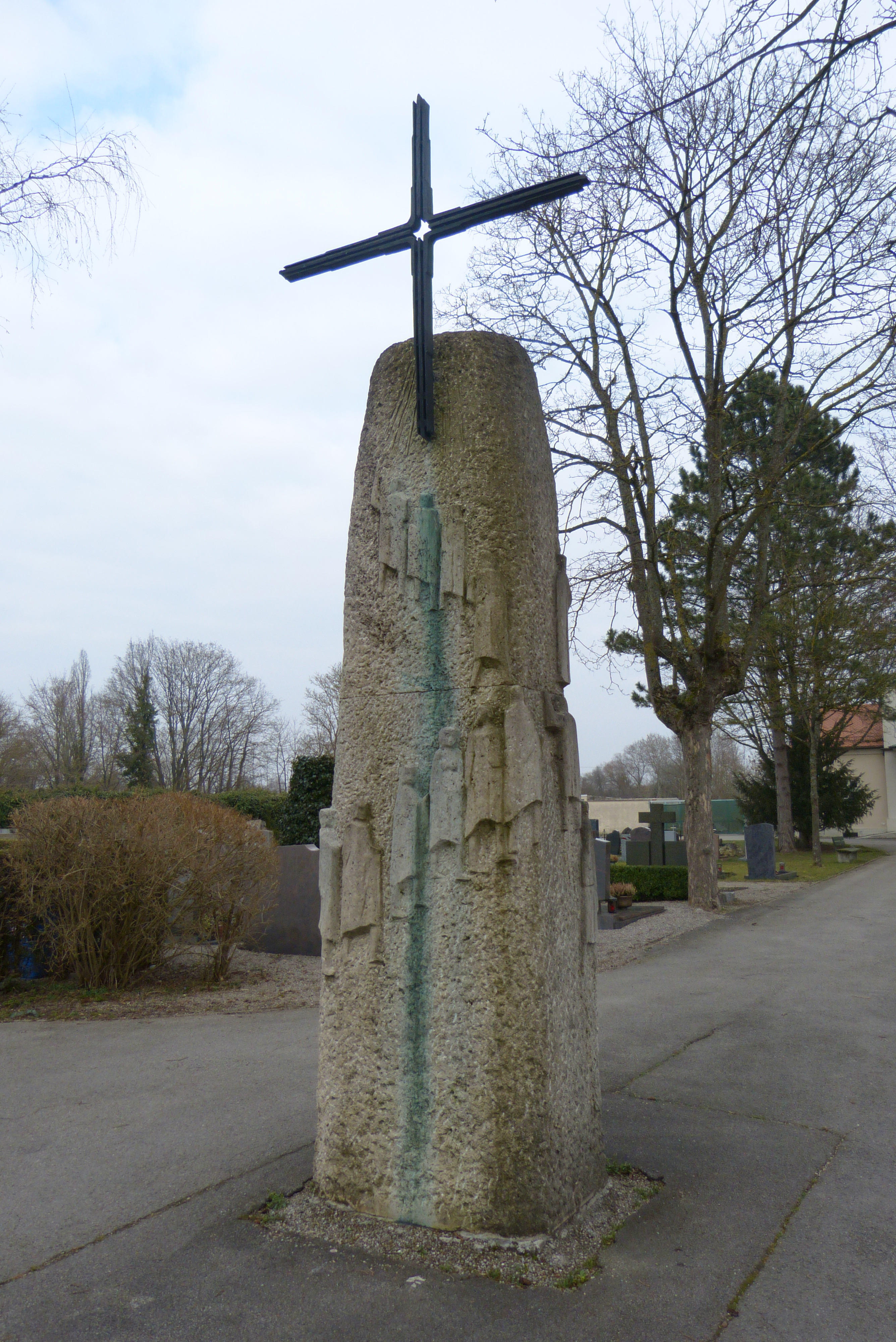
Das Mahnmal „Weg durch das Leben“

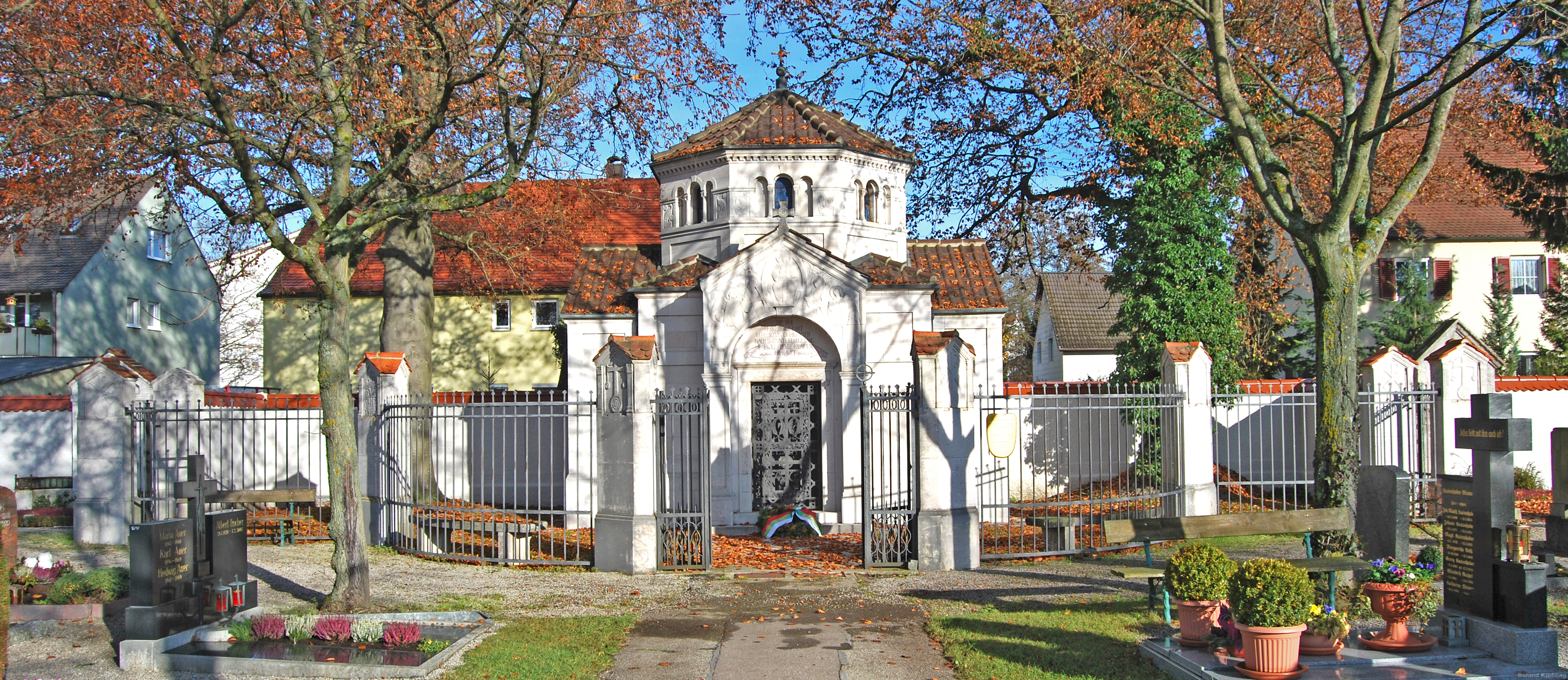
Das Mausoleum der Eheleute Käß im Alten Friedhof von Haunstetten

Das Mahnmal „Weg durch das Leben“ als Friedhofskreuz
Geschaffen von Christian Angerbauer, einem Haunstetter Bildhauer, wurde es 1972 aufgestellt. Auf ihm wird der Weg des Menschen durch das Leben dargestellt und auf das „gläubige und wandernde Volk Gottes“ verwiesen.
Das Priestergrab der Gemeinde St. Georg
In ihm sind die verstorbenen Seelsorger der Pfarrei St. Georg begraben. Das Grabmonument stammt ebenfalls vom Haunstetter Bildhauer Christian Angerbauer.
Die Gedenkstätte der zivilen Opfer der Luftangriffe im Zweiten Weltkrieg
Die ursprüngliche Anlage wurde von der Stadt Augsburg Anfang der 90er Jahre nach dem Gestaltungsvorschlag des Augsburgers Philipp Jäger neu gestaltet. Bis 2006 gab es hier nur Grabtafeln für die Opfer der Bombenangriffe im Zweiten Weltkrieg, die in dem sich dort befindlichen Massengrab beigesetzt worden waren. Viele zivile Opfer wurden in Familiengräbern beerdigt, diese waren jedoch inzwischen größtenteils aufgelöst. Der Kulturkreis Haunstetten e.V. erfasste in jahrelanger Recherche diese zivilen Opfer (57 Namen und Daten). Eine Gedenktafel an der Gedenkstätte erinnert nun auch an sie.
Das Mausoleum der Eheleute Käß
Seit 1844 war der Unternehmer Johann Georg Käß (1823–1903) in Haunstetten ansässig. Nach ihm als Wohltäter der Gemeinde Haunstetten ist der zentral im Ort gelegene Georg-Käß-Platz benannt. 1903/4 ließ Käß vom Ulmer Architekten Karl Bauer (1868–1903) ein Grabmal für sich, seine Frau und seine Tochter Marie Gräfin Tattenbach im Stil einer kleinen griechisch-orthodoxen Kirche bauen: ein achteckiger überkuppelter Zentralbau aus Kalkstein. Das künstlerische Zentrum ist das Kuppelmosaik des Münchners Wilhelm Köppen. 2009 wurde es samt Außenanlage auf Antrag des Kulturkreises Haunstetten von der Stadt Augsburg renoviert.
Grabstätten der Ehrenbürger der ehem. Gemeinde Haunstetten
Haunstetten hat drei Ehrenbürger aus seiner selbständigen Zeit, die alle hier begraben sind: Bürgermeister Franz Xaver Widmeier, Marie Gräfin Tattenbach (1867–1947) und Pfarrer Eberhard Spickermann (* 1852 in Bixthausen; † 1926 in Haunstetten).

## Besonderheiten im Außenbereich des Friedhofes
Ehrenmal der Gefallenen des Ersten Weltkriegs
Es wurde für die gefallenen Haunstetter Soldaten am 1. August 1920 feierlich enthüllt und stand bis in die 1960er Jahre bei der Kirche St. Georg. Geschaffen wurde es vom Münchner Architekten Ludwig Grothe und dem Bildhauer Mathias Brenner aus Göggingen. Die Inschrift lautet: „Zum treuen Gedenken unserer Brüder, die im Kriege 1914-1918 im Kampf fürs Vaterland den Tod fanden. Gewidmet von der Gemeinde Haunstetten“. Oben steht an allen sechs Seiten jeweils die Widmung „Unseren Helden“, darunter die Namen. Auf der Spitze des Denkmals erkennt man ein Eisernes Kreuz.
Gedenktafeln für die Gefallenen des Zweiten Weltkriegs
Bis 2010 gab es keine Gedenkstätte für die Gefallenen Soldaten des Zweiten Weltkriegs. Deren Namen wurden nach mehrjähriger Recherche vom Kulturkreis Haunstetten e. V. ermittelt. Gedenktafeln mit ihren Namen wurden im Bereich des Denkmals für die Gefallenen des Ersten Weltkrieges an der Friedhofsmauer angebracht. Eine beigefügte geographische Landkarte zeigt, wo sich die letzten Ruhestätten der Gefallenen befinden.